# Niviventer brahma
Niviventer brahma és una espècie de mamífer rosegador de la família dels múrids. Viu a altituds d'entre 2.000 i 2.800 msnm al nord-est de l'Índia, el nord de Myanmar i el sud-oest de la Xina. Es tracta d'un animal nocturn. El seu hàbitat natural són els boscos de diferents tipus. És una espècie en risc mínim, és a dir, no sembla que hi hagi cap amenaça significativa per a la seva supervivència. El seu nom específic, brahma, es refereix a Brama, un déu de l'hinduisme.